# Dutos prostáticos
Os dutos prostáticos (ou ductos prostáticos) se abrem para o assoalho da porção prostática da uretra e são revestidos por duas camadas de epitélio, a camada interna consistindo de colunares e o exterior de pequenas células cúbicas.
Pequenas massas coloides, conhecidas como corpos amiloides, são frequentemente encontradas nos tubos das glândulas.
Eles se abrem para o seio prostático.